# 山田泰親
山田 泰親（やまだ やすちか、生没年未詳）は、鎌倉時代中期の武士・御家人。山田重親の三男。兄弟に重泰、親氏、親遍があり、子に時重・岡田時親らがある。室は小笠原清時の娘。仮名は三郎。尾張国上菱野城主。承久の乱で朝廷方として戦った山田重忠の曾孫にあたる。
兄弟で鎌倉幕府への出仕が許され、泰親は弟の親氏と共に尾張国菱野（愛知県瀬戸市菱野町付近）の地頭に任じられたほか、同国鳴海荘に入部していた御家人・小笠原清時（鳴海清時）の娘を娶り子の時重を儲けたとされる。晩年は出家し、弘安6年（1283年）頃、菱野の領内に本泉寺を建立したと伝えられる。 